# Probles thomsoni
Probles thomsoni är en stekelart som först beskrevs av Otto Schmiedeknecht 1911.  Probles thomsoni ingår i släktet Probles och familjen brokparasitsteklar. Arten är reproducerande i Sverige. Inga underarter finns listade i Catalogue of Life.